# 病院天幕

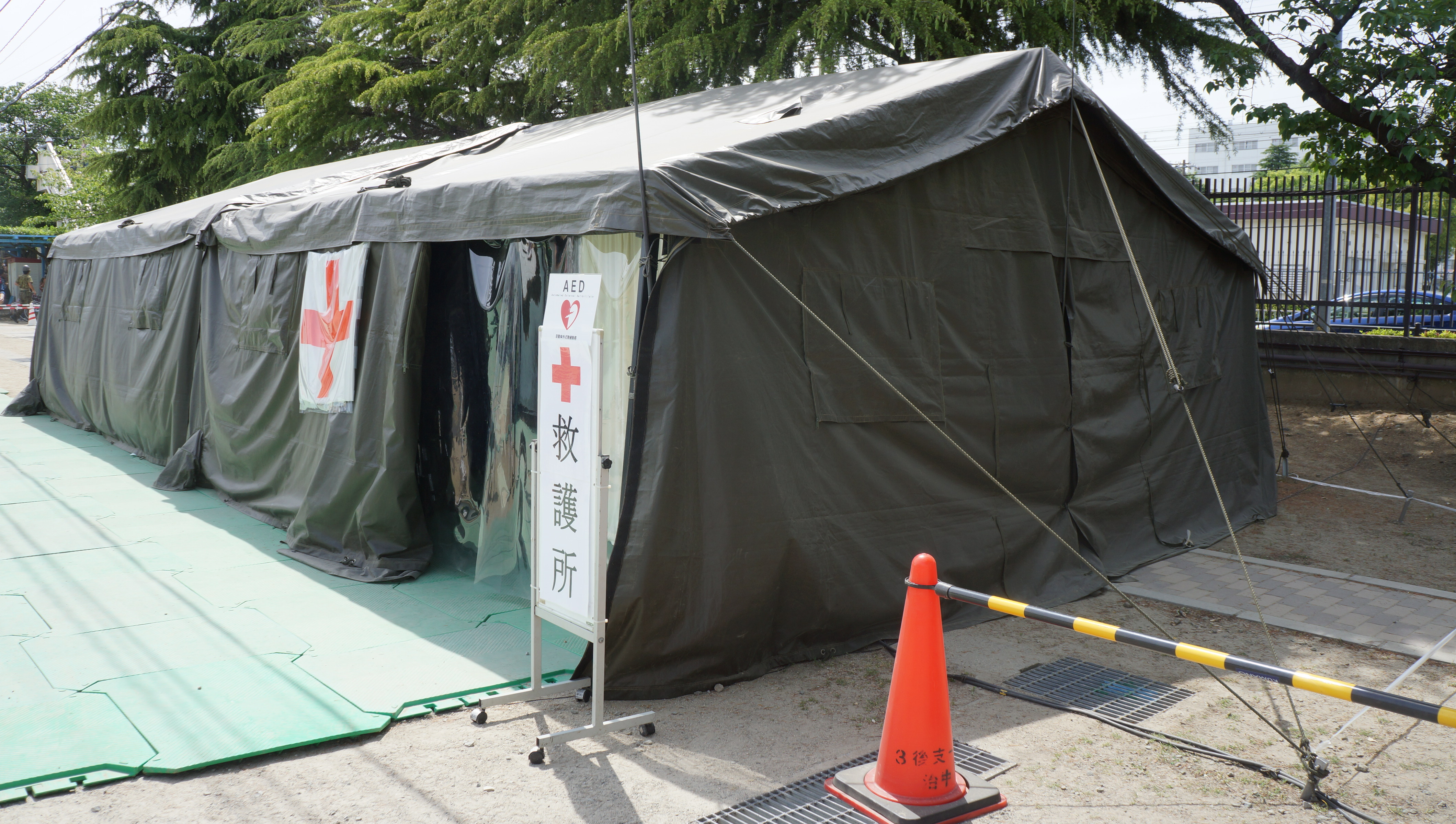
業務用天幕（病院用）

業務用天幕（病院用）（ぎょうむようてんまく　びょういんよう）は、陸上自衛隊の装備。主に衛生科が運用する。野外で医療行為を行う際に展開し、使用する。
かつては病院天幕（びょういんてんまく）
とも呼称されていた。
1994年（平成6年）から調達開始。

## 諸元
- 全長：5000mm（展開時）
- 全高：2700mm（展開時）
- 全幅：6000mm（展開時）
- 軒高：1800mm（展開時）
- 収容ベッド数：10床
- 重量：224kg
- 床面積：30m2

## 特徴
中央に支柱がなく、連結、分割、また、業務用天幕（病院用）どうし連結して運用することが可能である。
基本的な構造は業務用天幕（一般用）と同じであるが、内部の衛生状態を高度に保つ為入口が別体式となっており、凸型構造になっているのが特徴である。
また簡易ベッドを10床（5組×2列）設置できるよう業務用天幕（一般用）と比べて幅が1m長い6mあり、これに伴い床面積は30㎡（一般用は25㎡）に拡大している。
空調システムが無いため野外手術システムのような本格的な外科手術には向いていないが、天幕であるため軽量でコンパクトに収納できる。
実際にはトリアージ、野外手術システムで治療を終えた者や軽傷者を看護する場所など、補助的な用途に使われる。

## 製作
- 帝国繊維
- トスコ
- クラレ
- ユニチカ